# Куна, Павол
Павол Куна (словац. Pavol Kuna; 18 января 1895, Липтовски-Микулаш — 4 мая 1982, Левоча) — словацкий военачальник, генерал чехословацких войск, участник обеих мировых войн.

## Биография
Родился 18 января 1895 года в Липтовски-Микулаше. Родители: Павол Куна-старший и Зузана Белкова.
Окончил торговое училище в Кежмароке, работал в банке. В годы Первой мировой войны был призван в австро-венгерскую армию, попал в плен и перешёл на сторону Чехословацкого корпуса русской армии. Участвовал в Гражданской войне, позже вернулся на родину и продолжил службу в армии.
В 1939 году перешёл на службу Первой Словацкой республики. С 10 апреля по 10 июня 1943 года командовал Быстрой дивизией словацких войск в звании полковника пехоты.
В 1944 году перешёл на сторону партизан, поддержав Словацкое национальное восстание. Командовал 3-й тактической группой «Герлах» словацких партизан до 23 октября 1944, уступив позднее эту должность полковнику Микулашу Маркусу и став командиром 4-й тактической группы «Мурань». Позднее служил в 1-м чехословацком армейском корпусе РККА. Отличился в боях за Липтов.
После войны Куна произведён в генералы, с 1945 по 1947 годы работал заместителем командира корпуса Министерства народной обороны ЧССР в Банской-Бистрице. Позднее отправлен в отставку.
Скончался 4 мая 1982 года в Левоче. За годы службы награждён Военными крестами 1918 и 1939 годов (в 1919 и 1945 годах соответственно), орденом Словацкого национального восстания I степени и советской медалью «За победу над Германией в Великой Отечественной войне 1941—1945 гг.»